# Ewald Ovir
Ewald Ovir (* 6. Februar 1873 in Jaggowall (estnisch Jägala), Kirchgemeinde Alt Jegelecht (Jõelähtme) bei Reval, Gouvernement Estland; † 20. Oktober 1896 in Akeri am Mount Meru, Tansania), bisweilen auch Gerald Ovir geschrieben, war ein evangelisch-lutherischer Missionar. Er gilt als christlicher Märtyrer.

## Leben

### Jugend und Ausbildung
Ewald Ovir wurde als fünftes von sieben Kindern des Landwirts und Gutsverwalters Karl Ovir geboren, der von Nord-Livland aus nach Jegelecht gezogen war. Von 1883 bis 1890 besuchte Ewald Ovir das Gouvernements-Gymnasium in Reval. Er galt als fleißiger, besonnener und gewissenhafter Schüler. Die finanziellen Probleme, der Tod seiner Mutter und, damit verbunden, die Trennung von seiner Familie wirkten sich negativ auf seinen psychischen und körperlichen Gesundheitszustand aus. So musste er vom elften Lebensjahr an in verschiedenen deutsch-baltischen Haushalten Revals mithelfen, später als Hauslehrer. Einer seiner Ärzte brachte ihn in dieser Zeit in Kontakt zur äußeren Mission. 
So trat er am 30. November 1891 in das Seminar des Leipziger Missionswerks ein. Am 28. März 1895 bestand er die Abgangsprüfung. Am 2. Juni wurde er schließlich ordiniert. Am 5. Juni desselben Jahres wurden Ewald Ovir und Karl Segebrock zum Kilimandscharo im damaligen Deutsch-Ostafrika entsandt, das seit etwa 4½ Jahren deutsche Kolonie war. Ihr Schiff fuhr vom Hamburger Hafen aus ab. Am 10. August erreichte Ovir Mombasa. Noch im August führte Ovir eine Erkundungsmission zum Berg Meru durch. Der örtliche Mangi Matunda nahm ihn freundlich auf. Dies gab zu der Hoffnung Anlass, dass dort keine Übergriffe durch die einheimische Bevölkerung zu befürchten seien.

### Missionsarbeit
Am 21. September 1895 langte Ovir in Madschame (heute Machame) an, wo er mit dem Missionar Müller zusammenarbeitete. Am Kilimandscharo existierten schon seit einigen Jahren einige Stationen der Leipziger Mission. Die dort stationierten Missionare halfen Ovir und Segebrock, in ihre Aufgaben hineinzuwachsen. So mussten sie die einheimische Sprache lernen. Die wissenschaftliche Erforschung der örtlichen Bevölkerung war zu diesem Zeitpunkt noch nicht sehr fortgeschritten; Ewald Ovir, der als hochbegabt galt, konnte wesentlich dazu beitragen. Der ständige Kontakt mit der lokalen Bevölkerung, Schülern, die in der Missionsstation auch beköstigt wurden und Arbeitern der Station verbesserte die Kenntnisse der Missionare. Nach kurzer Zeit konnten sie mit dem Religionsunterricht beginnen. Ferner wurden sie mit allen Arbeiten betraut, die in Haus und Garten zu verrichten waren. Als eine weitere Station am Kilimandscharo errichtet wurde, mussten sie bei allen Bauarbeiten mithelfen.
Nach einem Jahr erlaubte das Missionskollegium Ovir und Segebrock, ihre Arbeit nach Westen auszudehnen. Am 13. Oktober 1896 reisten sie mit einigen einheimischen Christen und 70 Lastträgern in die Gegend des Berges Meru, die drei Tagereisen entfernt lag. Hier wollten sie eine neue Missionsstation in Usangi im nördlichen Pare-Gebirge errichten, die erste in dieser Region. Grund für den Befehl war die gestiegene Wahrscheinlichkeit, dass die Väter der Kongregation vom Heiligen Geist eine römisch-katholische Station im selben Gebiet errichten könnten. Dieser Gründung wollte man zuvorkommen. Einige Lastenträger erreichten einige Tage später zuerst das Ziel und konnten bei ihrer Rückkehr zu den Missionaren berichten, dass sie von Matunda freundlich aufgenommen worden waren. Die Missionare und die wenigen verbliebenen christlichen Begleiter fühlten sich infolgedessen sicher, als sie am 15. Oktober die vorgesehene Position der zu errichtenden Missionsstation erreichten.
Hinzu kam, dass wenig später eine 30 Mann starke Askari-Schutztruppe auf einem Rekognoszierungszug unter Führung von Hauptmann Kurt Johannes, des für den örtlichen Bezirk zuständigen Stationschefs von Moshi, eintraf und in der Nähe ein Militärlager aufschlug. Johannes warnte die Missionare allerdings vor aufständischen Arusha- und Meru-Kriegern. Bei den Arusha handelt es sich um ein weiter südlich siedelndes Volk der Massai, nach denen heute die Region Arusha benannt ist. Johannes hatte im Jahre 1895 einen Überraschungsangriff auf die Arusha verübt.

### Gewaltsamer Tod
Einige einheimische Krieger, die nicht Matunda unterstanden, überfielen bei einem ebenfalls überraschenden Vergeltungsschlag gegen den Hauptmann in der Nacht zum 20. Oktober 1896 sowohl das Lager der Soldaten als auch das der Missionare, um ein weiteres Vordringen von Europäern zu verhindern. Da das Militärlager umzingelt war, konnten die Soldaten den Missionaren nicht helfen. Die einheimischen Krieger umstellten das ungeschützte Zelt von Ovir und Karl Segebrock und töteten sie nach einem nur kurzen Kampf mit zahlreichen Speeren, während Johannes mit dem Leben davonkam. Ovir soll zuvor den Angreifern zugerufen haben: 

„Ich sterbe, aber ich danke euch!“

Auch drei der einheimischen christlichen Begleiter starben bei dem Angriff, während zwei gefangen genommen wurden. Der Angriff der Aruscha konnte schließlich abgewehrt werden.
Drei der Begleiter konnten entkommen und über den Angriff und Ovirs letzte Worte berichten, die auch von den in der Nähe befindlichen einheimischen Soldaten bezeugt wurden. Einer der christlichen Begleiter sagte wenig später dem Missionar Müller gegenüber aus, die Verletzungen der Missionare seien so zahlreich gewesen „wie wenn du einem ein Fischernetz überwirfst und jede Masche mit dem Speer zeichnest“.

## Nachwirkungen
Die Missionare wurden von den Soldaten am Ort ihres Todes, nahe Akeri, begraben.
Als Hauptmann Johannes die deutsche Verwaltung in Moshi erreichte, wurde eine Strafexpedition unter Leutnant Moritz Merker geplant. Dieser zog mit 100 Askari vom Volk der Chagga in die Region des Überfalls und begann am 31. Oktober den Vergeltungsschlag. Nach dreiwöchigen Kämpfen, die mehrere hundert Einheimische das Leben kosteten, mussten die Meru ihre Gewehre abgeben und eine große Menge Elfenbein als Tribut zahlen. Ihre Häuser und Nahrungsreserven wurden zerstört. Johannes erlangte auf diese Weise die Kontrolle über die Region, es kam aber noch über Jahre hinweg zu bewaffneten Auseinandersetzungen.
In Deutschland gefährdete der tödliche Angriff auf Ovir und Segebrock die finanzielle Unterstützung der Leipziger Mission in Deutsch-Ostafrika. Die Missionsleitung reagierte darauf, indem sie die beiden getöteten Missionare zu Märtyrern stilisierte, was durch Ovirs letzte überlieferte Worte vereinfacht wurde, um ihre Unterstützer enger an sich zu binden. Am 10. November 1896 wurde in der Leipziger Nikolaikirche eine Gedächtnispredigt für Ovir und Segebrock anlässlich der Jahresfeier des dortigen Missionszweigvereins gehalten. Darin wurde die Situation der Mission mit der eines siegreichen Feldherrn verglichen, der durch den Tod seiner Soldaten zu weiterem Kampf angestachelt würde, anstatt diesen aufzugeben. Das Motiv, dass das Blut der Missionare zu weiterer Missionsarbeit verpflichten würde, wurde in vielen Veröffentlichungen zum Tod Ovirs und Segebrocks aufrechterhalten, auch noch in späterer Zeit.
Im Jahre 1900 drückte Carl Paul, ein späterer Direktor der Missionsgesellschaft, die Hoffnung aus, dass andere an die Stelle der „gefallenen“ Missionare treten würden und dass der Ort ihres Todes „geweihter Boden“ sei. Er hoffte auf die Errichtung einer Kapelle an dieser Stelle als Zeichen des letztendlichen Sieges des Christentums.
1902 hatte sich die Leipziger Mission im Meru-Gebiet durchgesetzt. Das Märtyrergrab wurde ausgebaut, instand gehalten, oft fotografiert und so in Deutschland bekannt gemacht, um Unterstützung für die Mission zu erreichen. Auch für die entstehende Chaggakirche wurde es zum wichtigen Symbol. Der so gepflegte Märtyrerkult um Ovir und Segebrock motivierte auch andere, für die Leipziger Mission zu missionieren, beispielsweise Hugo Stelzner, der bekannte, ein Buch über die beiden Missionare habe ihn in den Missionsdienst geführt.
Am Montag, dem 19. Oktober 1936 um 19 Uhr, fand in der Rigaer St. Petri-Kirche ein Gedenkgottesdienst für Ewald Ovir und Karl Segebrock statt. Darin wurde auch die von J. C. Schwenn in Riga angefertigte Glocke eingeweiht, die für die Kapelle in Akeri, welche sich in der Nähe des Grabes der beiden Missionare befand, bestimmt war. Diese und eine weitere Glocke, die nach Indien gebracht werden sollte, stellten das Geschenk der deutschsprachigen evangelisch-lutherischen Gemeinden Lettlands für die 100-Jahr-Feier der Leipziger Mission dar.
Trotz der gewaltsamen Kolonisation, die damals mit der Mission verknüpft wurde, existieren heute zahlreiche christliche Gemeinden zwischen Kilimandscharo und Meru. Neben dem Grab Ovirs und Segebrocks befindet sich heute die Kirche des Dorfes.

## Gedenktag
20. Oktober im Evangelischen Namenkalender.
Der Gedenktag wurde zunächst inoffiziell von Jörg Erb für sein Buch Die Wolke der Zeugen (Kassel 1951/1963, Bd. 4, Kalender auf S. 508–520) eingeführt. Die Evangelische Kirche in Deutschland übernahm im Jahre 1969 diesen Gedenktag in den damals eingeführten Evangelischen Namenkalender, seitdem hat dieser evangelische Gedenktag offiziellen Charakter.